# الدوري الإكوادوري لكرة القدم 2004
الدوري الإكوادوري لكرة القدم 2004 (بالإسبانية: Campeonato Ecuatoriano de Fútbol 2004)‏ هو الموسم 46 من الدوري الإكوادوري لكرة القدم. أشرف على تنظيمه اتحاد الإكوادور لكرة القدم، وكان عدد الأندية المشاركة فيه 10، وفاز فيه ديبورتيفو كوينكا.